# ショショーニ盆地

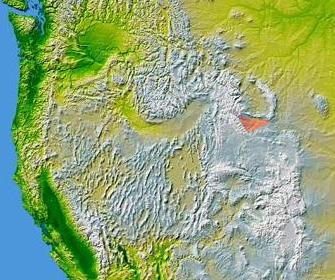
ショショーニ盆地

ショショーニ盆地 (Shoshone Basin) は、アメリカ合衆国ワイオミング州西部にあるやや乾燥した盆地。西はウインドリバー山脈に、北はオウルクリーク山地に、南はグラニト山地に囲まれている。この盆地は主にウインド川とその支流の流域である。